# DD Гончих Псов
DD Гончих Псов (лат. DD Canum Venaticorum), HD 108100 — тройная звезда в созвездии Гончих Псов на расстоянии приблизительно 280 световых лет (около 86,2 парсек) от Солнца. Визуальная звёздная величина звезды — от +7,16m до +7,12m. Возраст звезды определён как около 1,6 млрд лет.
Открыта группой астрономов проекта Hipparcos в 1997 году*.

## Характеристики
Первый компонент (HD 108100A) — жёлто-белая пульсирующая переменная звезда типа Гаммы Золотой Рыбы (GDOR) спектрального класса F2V, или F2. Масса — около 1,661 солнечной, радиус — около 2,183 солнечного, светимость — около 7,315 солнечной. Эффективная температура — около 6752 K.
Второй компонент (HD 108100B) — жёлтый карлик спектрального класса G0*.
Третий компонент — красный карлик спектрального класса M. Масса — около 210,59 юпитерианской (0,201 солнечной). Удалён в среднем на 1,771 а.е..